# Harkortweg
Der Harkortweg ist ein 137 km langer Wanderweg in Nordrhein-Westfalen, der vom Sauerländischen Gebirgsverein betreut wird und das Wegzeichen „X17“ hat.
Er beginnt in Düsseldorf-Kaiserswerth und führt über Ratingen, Essen-Kettwig, Velbert, Langenberg, Hattingen, Gevelsberg, Ennepetal, Breckerfeld und Altena nach Werdohl.
Der Wanderweg trägt seinen Namen zu Ehren des Industriepioniers Friedrich Harkort. In Kohlberg bei Neuenrade führt der Weg am SGV-Ehrenmal vorbei.

## Geschichte
Der Harkortweg wurde Anfang des 20. Jahrhunderts mit dem Wegzeichen X17 geschaffen und erstreckte sich zunächst nur von Werdohl bis Hattingen-Blankenstein. Nach der Zuweisung des Bergischen Lands zum Vereinsgebiet verlängerte der Sauerländische Gebirgsverein den Weg um 1937 bis zum Rhein bei Kaiserswerth. Diese Verlängerung wurde bis nach dem Zweiten Weltkrieg mit dem Zusatz a versehen, so dass dieser Abschnitt als X17a geführt wurde.